# 언캐니 어벤저스
언캐니 어벤저스는 마블 코믹스에서 출판 중인 만화책으로 마블 나우!의 런칭과 함께 2012년 10월 데뷔했다. 어벤저스와 엑스맨의 회원들이 어벤저스 vs. 엑스맨의 종결 후 힘을 모아 만든 슈퍼히어로 팀이 연재물의 중심에 있다. 마블 유니버스에 속해 있으며, 이 팀은 어벤저스 유나이티 스쿼드로도 잘 알려져 있다.